# 吉田清英

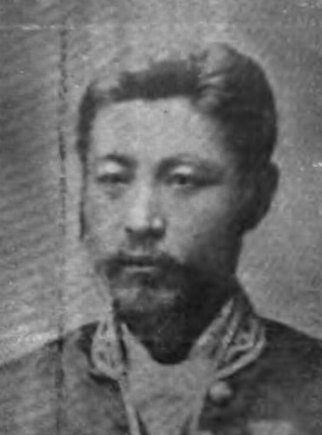
吉田清英

吉田 清英（よしだ きよひで、1840年11月10日（天保11年10月17日）- 1918年（大正7年）2月18日）は、幕末の薩摩藩士、明治期の内務官僚・養蚕家。官選埼玉県知事。旧名・清蔵。

## 経歴
薩摩国鹿児島郡鹿児島城下加治屋町で、薩摩藩士・吉田仲八の三男として生まれる。慶応4年1月（1868年）戊辰戦争において東征軍鎮撫使西園寺公望に随行し山陰道に従軍。同年4月、北陸道進軍大小荷駄方差引役となる。同年6月、越後国長岡城攻撃に参加し、長岡出張参謀本営より北陸道総大小荷駄方に任じられた。明治2年3月（1869年）、戊辰の戦功により賞典禄6石を下賜された。薩摩藩に出仕し、民事奉行見習、地頭副役、民事奉行を歴任。
明治政府に出仕し、明治4年11月（1871年）、東京府権典事に就任。以後、同典事、下議員御用掛、東京府大属、酒田県七等出仕、兼七等判事などを歴任。
1876年6月、埼玉県権参事に転任。以後、同少書記官、同大書記官を経て、前県令白根多助の死去に伴い、1882年3月、埼玉県令に昇進。1886年7月、地方官官制改正に伴い同県知事となる。産業振興、特に蚕糸業振興に力を注いだ。一方、藩閥政府に忠実な県政運営を行い、加藤政之助、星野平兵衛など立憲改進党系の勢力が多数であった県会と対立。秩父事件では軍隊を導入して鎮圧した。1887年には独断で県庁を浦和町から熊谷町に移転しようとしたが加藤政之助らにより阻止された。1889年12月、知事を非職となる。1892年12月25日、非職満期となり退官した。
1890年、児玉郡本庄町（現本庄市）に移住し、養蚕の指導、桑園の経営などを行った。1891年、日本蚕種貯蔵 (株) の設立に加わり、のち第三代社長に就任。蚕糸業振興の功績により、1910年7月12日、藍綬褒章を受章した。

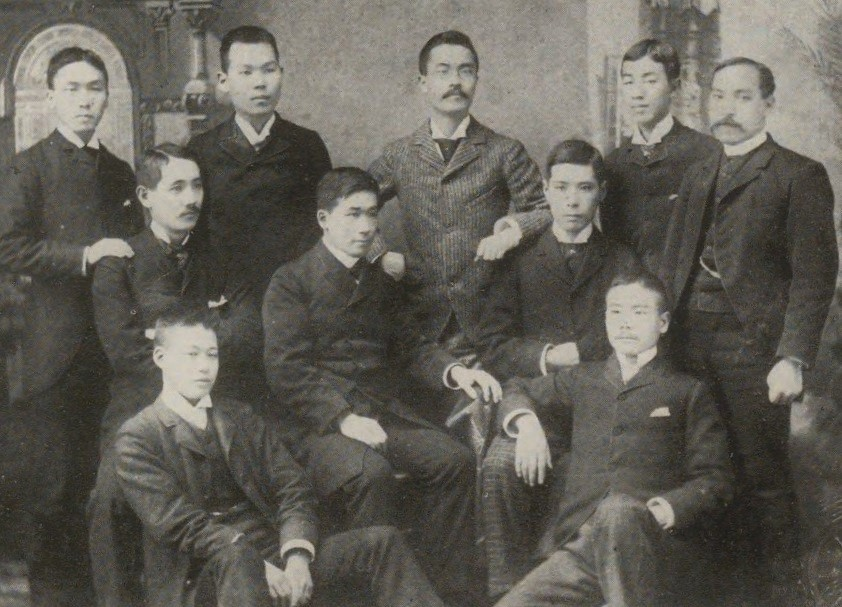
イェール大学に留学した長男の鉄太郎（後列左から3番目）。1889年。帰国後山田彦八海軍中将の妹と結婚し、泰昌銀行取締役となった。

## 栄典
位階
- 1893年（明治26年）2月28日 - 正五位[9]
- 1918年（大正7年）2月18日 - 従四位[10]

授章
- 1885年（明治18年）11月19日 - 勲六等単光旭日章[11]
- 1887年（明治20年）7月21日 - 銀製黄綬褒章[12]
- 1889年（明治22年）
  - 11月29日 - 大日本帝国憲法発布記念章[13]
  - 12月27日 - 勲五等瑞宝章[14]
- 1910年（明治43年）7月12日 - 藍綬褒章[7]